# 小行星2955
小行星2955（2955 Newburn）是一颗围绕太阳公转的小行星。1982年1月30日，愛德華·鮑威爾在可可尼诺县发现了此天体。
該小行星以美國天文學家雷·L·紐伯恩（Ray L. Newburn）命名。
这颗小行星的绝对星等为234.18467等。